# واینر
واینر (به آلمانی: Weinähr) یک شهر در آلمان است که در راین-لان واقع شده‌است. واینر ۴۵۳ نفر جمعیت دارد.